# Znamionówka starka
Znamionówka starka, znamionówka tarniówka (Orgyia antiqua) – gatunek motyla z rodziny mrocznicowatych i podrodziny brudnicowatych.
Wygląd
Rozpiętość skrzydeł 22-30 mm. U samców skrzydła są koloru ciemnobrunatnego z subtelnym paskowaniem, skrzydła z tyłu mają barwę rudo-brunatną. Samice są żółtoszare, wełniście owłosione, mają silnie zredukowane, białawe skrzydła. Gąsienice są kolorowe: na grzbiecie od 4-7 segmentu mają pędzelki żółtawych włosków, dwa pędzelki czarnych włosków przy głowie, dwa na bokach 5 segmentu i jeden na 11 segmencie. Poczwarki są żółtoszare, otoczone jajowatym oprzędem. Samica składa jaja gromadnie na przygotowanym oprzędzie. Jaja kremowo-jasnobrązowe, z jaśniejszym wieczkiem z ciemniejszą plamką w środku wieczka. 
Biotop
Występują na otwartych terenach z zagajnikami, mniej gęstych lasach. Gąsienice żywią się różnymi gatunkami drzew liściastych i iglastych.

## Galeria

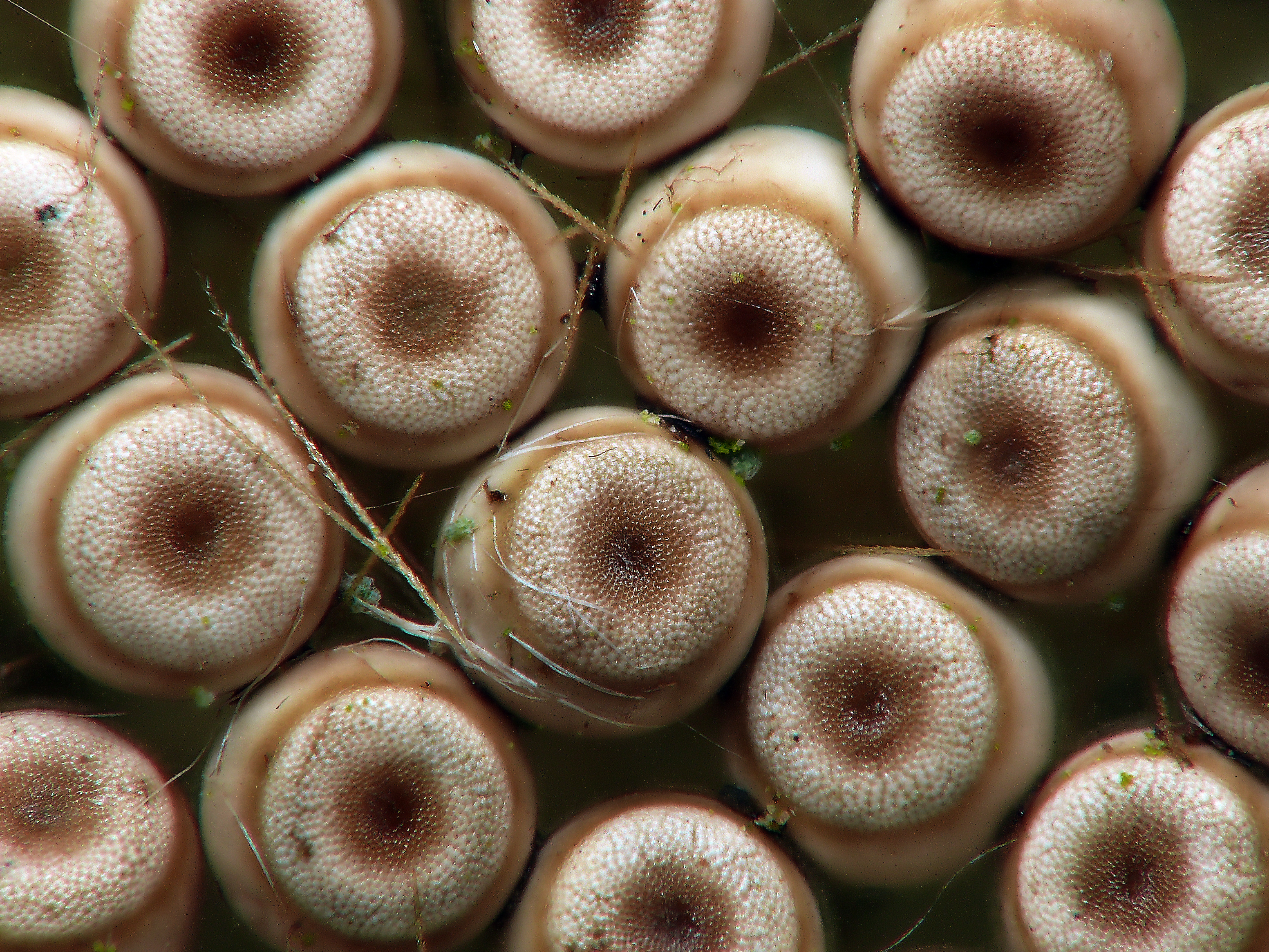
Jaja
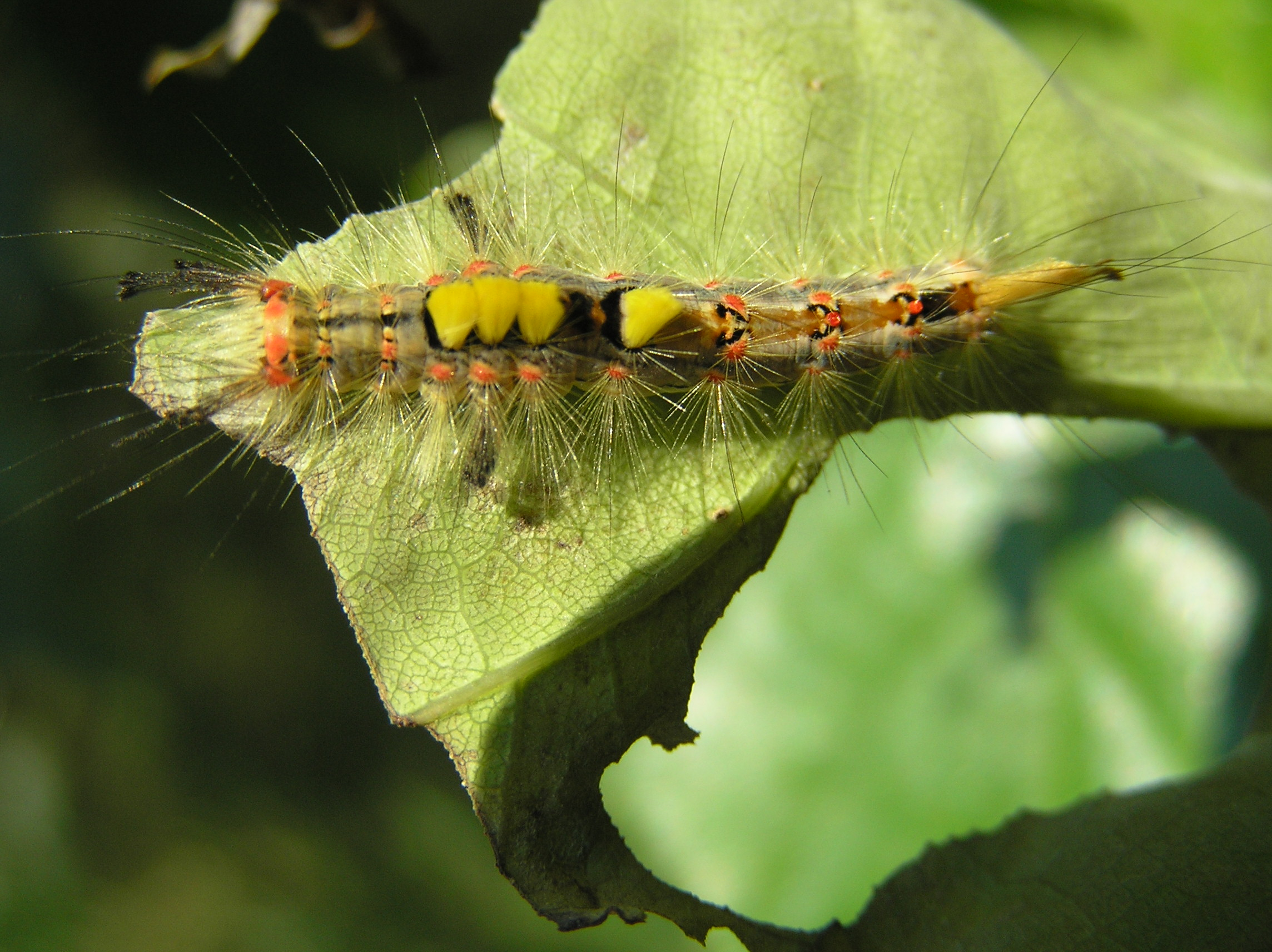
Gąsienica
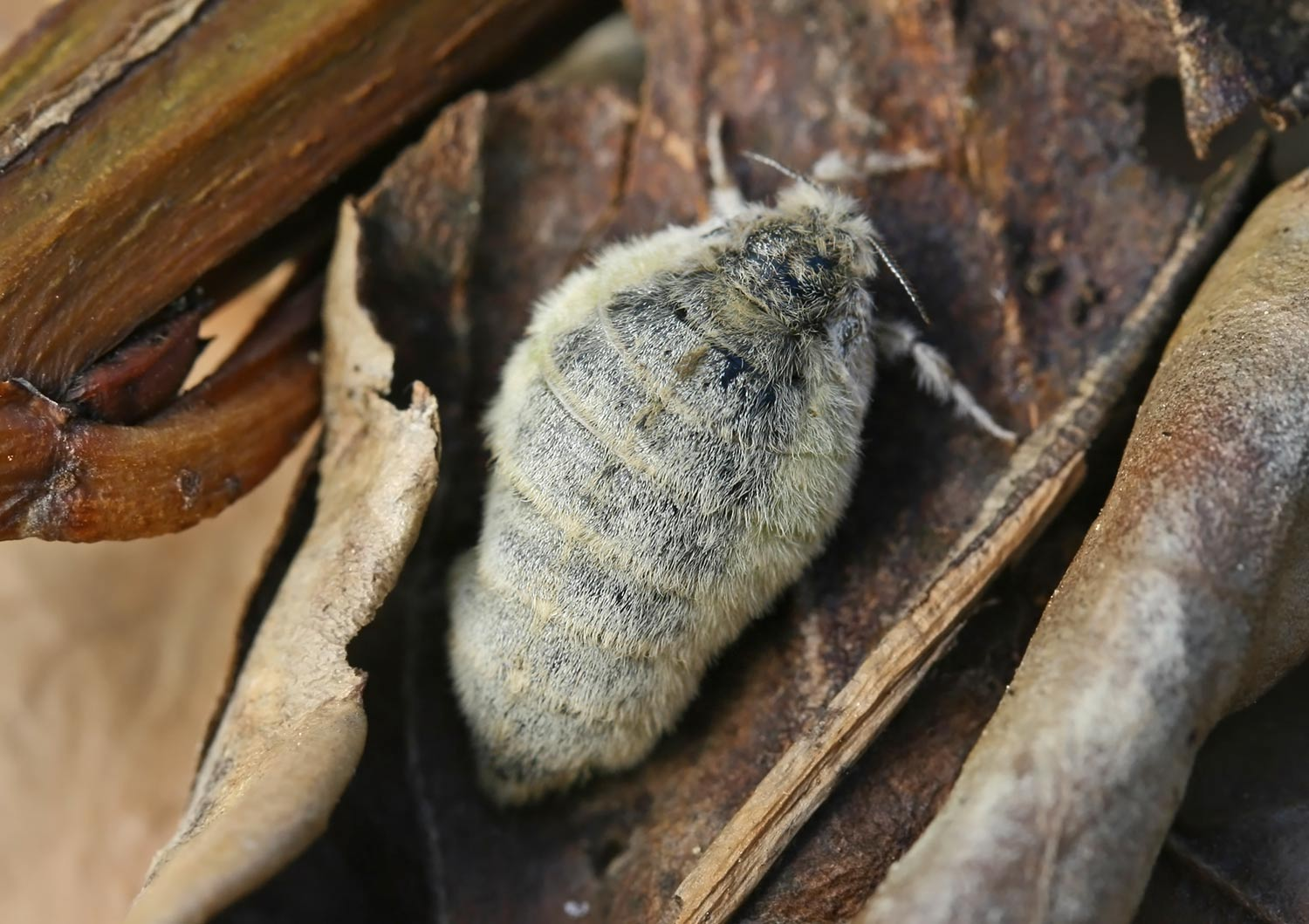
Imago, samica
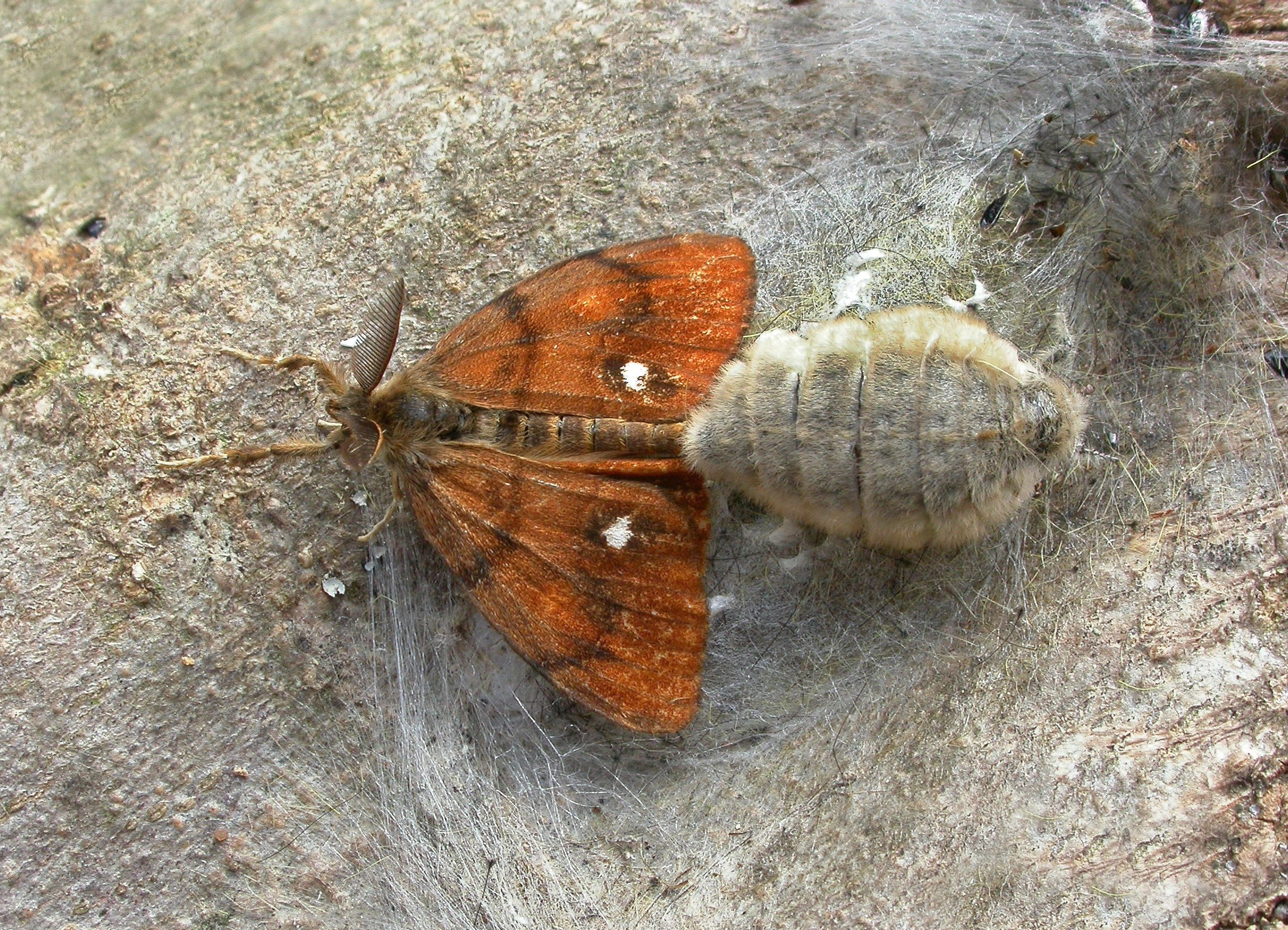
Kopulująca para